# Nédonchel
Nédonchel település Franciaországban, Pas-de-Calais megyében. Lakosainak száma 347 fő (2022. január 1.). Nédonchel Auchy-au-Bois, Fiefs, Fontaine-lès-Hermans, Nédon és Westrehem községekkel határos.

## Népesség
A település népességének változása:
| Lakosok száma | 244  | 245  | 251  | 282  | 316  | 351  | 350  | 348  | 347  |
|               | 2013 | 2015 | 2016 | 2017 | 2018 | 2019 | 2020 | 2021 | 2022 |